# Mieczysław Litwiński
Mieczysław Eligiusz Litwiński (ur. 30 lipca 1955 w Będzinie) – polski kompozytor, multiinstrumentalista, wokalista i pedagog muzyczny.

## Życiorys
Litwiński studiował kompozycję w Akademii Muzycznej w Warszawie u Tadeusza Paciorkiewicza i Zbigniewa Rudzińskiego. Podczas swojego pobytu w USA w latach 1986-1991 był pod wpływem twórczości Johna Cage'a, którego poznał osobiście. Później studiował u Karlheinza Stockhausena. Od 1991 roku mieszkał i pracował w Kownie, w 2000 roku powrócił do Warszawy.
Jest współautorem licznych kompozycji i współzałożycielem wielu grup instrumentalnych, w tym: Cytula Tyfun da Bamba Orkiester (z Andrzejem Bieżanem, Krzysztofem Knittlem i Tadeuszem Sudnikiem, 1981), Niezależnego Studia Muzyki Elektroakustycznej (z Krzysztofem Knittlem, Stanisławem Krupowiczem, Andrzejem Bieżanem i Tadeuszem Sudnikiem, 1982-84), Light from Poland (1985-86), Litwinski ensemble & Choir (1987-91), duetu Sol et Luna (z Sabą Zuzanną Krasoczko, od 2000 roku) i grupy muzyki improwizowanej Kawalerowie Błotni (od 2004), gdzie zajmuje się Muzyką Intuicyjną. Jako interpretator muzyki współczesnej i własnych kompozycji odwiedził jako solista i wraz z zespołami wiele krajów Europy, a także USA, Kanadę, Rosję, Estonię, Łotwę, Litwę i Iran.
Wykładał na Uniwersytecie w Kownie, Uniwersytecie Warszawskim, Uniwersytecie Nowojorskim, w konserwatoriach w Rydze, Tallinie i Kłajpedzie.

## Twórczość
Oprócz pieśni i muzyki kameralnej na twórczość Litwińskiego składa się muzyka baletowa (w tym dla choreografów takich jak: Ohad Naharin, Royston Maldoom, Muna Tseng, Amy Sue Rosen, Pat Cremins, Tamar Rogoff i Marika Blossfeldt), twórczość dramatyczna i filmowa (w tym muzyka do filmów Raising Arizona i Barton Fink autorstwa braci Coen). W swoich kompozycjach łączy muzykę różnych stylów, epok i pochodzenia geograficznego.